# لعنة الفراعنة

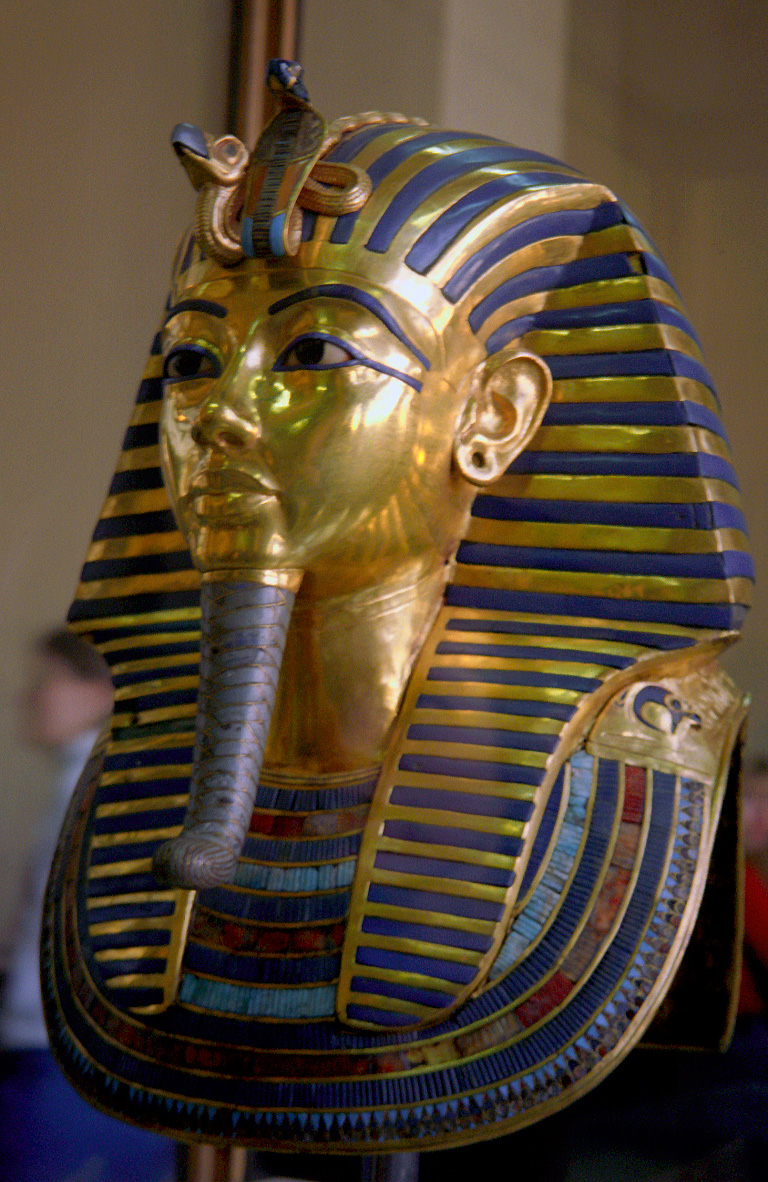
الكوبرا الملكية (الصل)، وتمثل الإلهة الحامية دجت، قمة قناع توت عنخ آمون

تشير لعنة الفراعنة إلى الاعتقاد بأن أي شخص يزعج مومياء لشخص مصري قديم، خصوصا لو كان فرعون فعليه لعنة.وقد تسببت هذه اللعنة التي لا تفرق بين اللصوص وعلماء الآثار ذو النية الحسنة الحظ السيئ أو المرض أو الوفاة.منذ منتصف القرن العشرين، ناقش العديد من الكتاب والأفلام الوثائقية تلك اللعنة الناجمة عن أسباب علمية تفسيرية مثل البكتيريا أو الإشعاع.ومع ذلك، فإن أصول الحديثة للحكايات المصرية عن لعنة المومياء وفي المقام الأول في الثقافات الأوروبية، والتحول من السحر إلى العلم لشرح اللعنات، وعلى تغيير استخداماتها من اضطراب القتلى لتسلية الجماهير في فيلم رعب، تشير إلى أن اللعنات المصرية في المقام الأول ظاهرة ثقافية وليست علمية على سبيل الحصر.
ثمة حالات عرضية من اللعنات القديمة الحقيقية تظهر داخل أو على واجهة قبر كما هو الحال بالنسبة للمصطبة (مدفن مصري قديم) من خينتيكا أخي من السلالة السادسة في سقارة. ويظهرون على ما يبدو كتوجيه مباشر نحو الكهنة لحماية المقبرة بعناية والحفاظ على طقوس الطهارة بدلا من التحذير من اللصوص الممكنين.على الرغم من أن هناك قصص اللعنات التي تعود إلى القرن التاسع عشر، فإنها تضاعفت في أعقاب اكتشاف هوارد كارتر لمقبرة توت عنخ آمون. على الرغم من المفاهيم الشعبية الخاطئة، لم يكن هناك لعنة خطية حقيقية موجودة في قبر فرعون. وقد تم النظر في الأدلة لمثل هذه اللعنات المتصلة بالملك توت عنخ آمون لتكون ضئيلة بحيث يتم النظر إليه ك «فخ التصفيق المحض» من قبل دونالد ريدفورد.

## اكتشاف لعنة الفراعنة

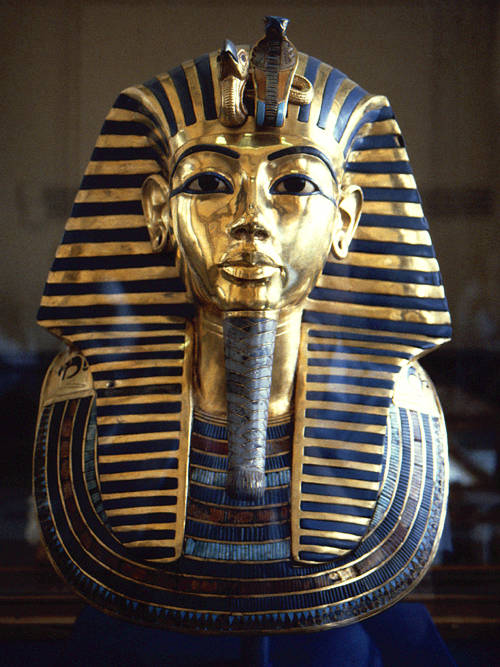
توت عنخ آمون

بدأت أسطورة لعنة الفراعنة عند افتتاح مقبرة توت عنخ آمون عام 1922م وأول ما لفت انتباههم نقوش تقول «سيضرب الموت بجناحية السامين كل من يعكر صفو الملك» هذه هي العبارة التي وجدت منقوشة على مقبرة توت عنخ آمون والتي تلا اكتشافها سلسلة من الحوادث الغريبة التي بدأت بموت كثير من العمال القائمين بالبحث في المقبرة وهو ما حير العلماء والناس، وجعل الكثير يعتقد فيما سمي بـ«لعنة الفراعنة»، ومن بينهم بعض علماء الآثار الذين شاركوا في اكتشاف حضارات الفراعنة، أن كهنة مصر القدماء قد صبوا لعنتهم علي أي شخص يحاول نقل تلك الآثار من مكانها.. حيث قيل إن عاصفة رملية قوية ثارت حول قبر توت عنخ آمون في اليوم الذي فتح فيه وشوهد صقر يطير فوق المقبرة ومن المعروف أن الصقر هو أحد الرموز المقدسة لدى الفراعنة. لكن هناك عالما ألمانيا فتح ملف هذه الظاهرة التي شغلت الكثيرين ليفسر لنا بالعقل والطب والكيمياء كيف أن أربعين عالما وباحثا ماتوا قبل فوات الأوان والسبب هو ذلك الملك الشاب.. توت عنخ آمون.. ورغم أن هذا الملك ليست له أي قيمة تاريخية وربما كان حاكما لم يفعل الكثير.. وربما كان في عصر ثورة مضادة علي الملك إخناتون أول من نادى بالتوحيد.. لكن من المؤكد أن هذا الملك الشاب قد استمد أهميته الكبرى من أن مقبرته لم يمسها أحد من اللصوص.. فوصلت إلينا بعد ثلاثة وثلاثين قرنا سالمة كاملة وأن هذا الملك أيضا هو مصدر اللعنة الفرعونية فكل الذين مسوه أو لمسوه طاردهم الموت واحدا بعد الآخر مسجلا بذلك أعجب وأغرب ما عرف الإنسان من أنواع العقاب.. الشيء الواضح هو أن هؤلاء الأربعين ماتوا.. لكن الشيء الغامض هو أن الموت لأسباب تافهة جدا وفي ظروف غير مفهومة لم يستطيع العلماء تفسيرها تفسيرا علميا واضحا.
توت عنخ آمون صاحب المقبرة والتابوت واللعنات حكم مصر تسع سنوات من عام 1358 إلى 1349 قبل الميلاد. وقد اكتشف مقبرته هوارد كارتر وبدأت سنوات من العذاب والعرق واليأس.. ويوم 6 نوفمبر عام 1922م ذهب هوارد إلي اللورد كارنرفون "يقول له أخيرا اكتشفت شيئا رائعا في وادي الملوك وقد أسدلت الغطاء علي الأبواب والسرداب حتى تجيء أنت بنفسك لترى وجاء اللورد إلي الأقصر يوم 23 نوفمبر وكانت ترافقه ابنته.. وتقدم هوارد وحطم الأختام والأبواب.. الواحد بعد الآخر.. حتى كان على مسافة قصيرة من غرفة دفن الملك توت عنخ آمون.
وبدأت حكاية اللعنة بعصفور الكناري الذهبي الذي حمله كارتر معه عند حضوره إلي الأقصر.. وعندما اكتشفت المقبرة أطلقوا عليها أول الأمر اسم «مقبرة العصفور الذهبي».. وجاء في كتابه 'سرقة الملك' للكاتب محسن محمد.. بأنه عندما سافر هوارد إلي القاهرة ليستقبله اللورد، فوضع مساعده كالندر العصفور في الشرفة ليحظى بنسمات الهواء.. ويوم افتتاح المقبرة سمع كالندر استغاثة ضعيفة كأنها صرخة إشارة فأسرع ليجد ثعبان كوبرا يمد لسانه إلي العصفور داخل القفص.. وقتل كالندر الثعبان ولكن العصفور كان قد مات..وعلي الفور قيل أن 'اللعنة' بدأت مع فتح المقبرة حيث أن ثعبان الكوبرا يوجد علي التاج الذي يوضع فوق رأس تماثيل ملوك مصر.. وهذه كانت بداية انتقام الملك من الذين أزعجوه في مرقده..
ومن جانب آخر اعتقد عالم الآثار هنري برستيد أن شيئا رهيبا في الطريق سوف يحدث..ولكن ما حدث بعد ذلك كان أمرا غريبا تحول مع مرور الوقت إلي ظاهرة خارقة للطبيعة وواحدة من الأمور الغامضة التي أثارت الكثير من الجدل والتي لم يجد العلم تفسيرا لها إلي يومنا هذا.. ففي الاحتفال الرسمي بافتتاح المقبرة أصيب محمد زكريا.. بحمى غامضة لم يجد لها أحد من الأطباء تفسيرا.. وفي منتصف الليل تماما توفي محمد زكريا في القاهرة.. والأغرب من ذلك أن التيار الكهربائي قد انقطع في القاهرة دون أي سبب واضح في نفس لحظة الوفاة وقد أبرزت صحف العالم نبأ وفاة محمد زكريا.. وربطت صحف القاهرة بين وفاة محمد زكريا وإطفاء الأنوار وزعمت أن ذلك تم بأمر الملك توت، وقالت بعض الصحف بأن إصبع محمد زكريا قد جرح من آلة أو حربة مسمومة داخل المقبرة وأن السم قوي بدليل أنه أحتفظ بتأثيره ثلاثة آلاف عام.. وقالت إن نوعا من البكتيريا نما داخل المقبرة يحمل المرض والموت، وفي باريس قال الفلكي لانسيلان.. لقد انتقم توت عنخ آمون.
لم تُفك رموز اللغة الهيروغليفية حتى بداية القرن التاسع عشر على يد جان فرانسو شامبليون لذلك فإن أي تبليغات عن لعنات تسبق ذلك التاريخ كانت تصنف في نطاق سوء الحظ المرتبط بالتعامل مع المومياء والقطع الأثرية الأخرى من القبور. كتب لويس بينشر سردا في العام 1699 حيث سجل كيف اشترى مسافر بولندي اثنان من المومياء وبدأ رحلة بحرية مع هذه المومياوات في عنبر الشحن. انزعاج من قبل الرؤى المتكررة لاثنين من الأشباح والعاصفة البحرية التي لم تهدأ حتى ألقت المومياوات في البحر.
ذكر زاهي حواس عالم الآثار والتنقيب في كوم أبو بيلو أنه نقل عدد من القطع الأثرية من الموقع اليوناني الروماني. في اليوم الذي فعل به هذا توفي ابن عمه، وفي ذكرى ذلك اليوم توفي عمه وفي الذكرى الثالثة له توفيت عمته. بعد سنوات عندما حفر المقابر الخاصة ببناة الأهرامات في الجيزة واجه هذه اللعنة: «كل من يقوموا بدخول هذا القبر أو يقومون بأعمال شريرة تجاهه أو يدمروه فسيكون التمساح خصمهم في الماء، والثعابين خصومهم على الأرض. قد يكون فرس النهر ضدهم في المياه، والعقرب ضدهم على الأرض» على الرغم من أنه لم يكن مؤمن بالخرافات، قرر عدم تعكير صفو المومياوات. على كل حال، فقد شارك لاحقاً في نقل= اثنين من أطفال المومياء من الواحات البحرية إلى المتحف ثم ذكر فيما بعد أنه كان يتعرض لهجوم من قبل الأطفال في أحلامه. ولم تتوقف هذه الظاهرة حتى تم إعادة ضم والد المومياوات مع الأطفال في المتحف. ثم توصل إلى الاستنتاج ان المومياء لا يجب أن تعرض على الرغم من أن ذلك أقل ضرراً من السماح لعامة الناس بالدخول إلى المقابر. وسجل حواس حادثة أخرى تتعلق بصبي مريض كان يحب مصر القديمة ثم خضع «لمعجزة» شفاء في المتحف المصري عندما كان ينظر إلى عيني مومياء الملك أحمس الأول. أصبح الفتى بعد ذلك قادراً على قراءة كل شيء يجده في الآثار المصرية القديمة، خاصة المرتبطة بفترة الهكسوس.

## حقيقة أم خيال
بعد ذلك توالت المصائب وبدأ الموت يحصد الغالبية العظمى إن لم نقل الجميع الذين شاركوا في الاحتفال، ومعظم حالات الوفاة كانت بسبب تلك الحمى الغامضة مع هذيان ورجفة تؤدي إلي الوفاة.. بل إن الأمر كان يتعدي الإصابة بالحمى في الكثير من الأحيان.. فقد توفي سكرتير هوارد كارتر دون أي سبب ومن ثم انتحر والده حزنا عليه.. وفي أثناء تشييع جنازة السكرتير داس الحصان الذي كان يجر عربة التابوت طفلا صغيرا فقتله.. وأصيب الكثيرون من الذين ساهموا بشكل أو بآخر في اكتشاف المقبرة بالجنون وبعضهم انتحر دون أي سبب الأمر الذي حير علماء الآثار الذين وجدوا أنفسهم أمام لغز لا يوجد له أي تفسير، والجدير بالذكر أن العديد من علماء الآثار صرحوا بأن لعنة الفراعنة هذه مجرد خرافة وحالات الوفاة التي حدثت لا يمكن أن تتعدى الصدفة والدليل على ذلك هو «هاورد كارتر» نفسه صاحب الكشف عن مقبرة الفرعون «توت عنخ آمون» والذي لم يحدث له أي مكروه، وبالرغم من ذلك إلا أن الكثيرين منهم لا يجرؤون على اكتشاف قبور فرعونية أخرى..ولا حتى زيارة الآثار الفرعونية..كما قام معظم الأثرياء الذين يقتنون بعض الآثار والتماثيل الفرعونية الباهظة الثمن بالتخلص منها خوفا من تلك اللعنة المزعومة. ولكن الحقيقة التي يعتقدها بعض الناس هي انه لا وجود للعنة الفراعنة بدليل انه المقابر التي تفتح ويموت بها أحد الناس تكون مغلقه لالاف السنين فلا بد ان يفسد الهواء بها مما يسبب الاختناق ثم الموت عند تنشق هذا الهواء.و البعض الآخر يزعم ان هذه الحوادث والانتحارات كانت بسبب الجن بدليل ان من المعروف عن الفراعنة أنهم كانوا من أقوى سحرة العالم فربما يكونوا قد دافعوا عن المقابر بتسخير الجن للدفاع عنها ولكن العلماء لم يجدوا لحد الآن تفسيرا علميا لهذة الظاهرة.

## لعنة الملك توت عنخ أمون
الإيمان باللعنة أثار اهتمام العديد من الناس بسبب حالات الوفاة الغامضة لبعض أعضاء فريق هاورد كارتر وزوار آخرون بارزون للقبر بعد ذلك بفترة وجيزة. فتح فريق كارتر قبر توت عنخ امون (KV62) في العام 1922 م، مطلقين بذلك العصر الجديد لعلم المصريات.
عمل عالم المصريات الشهير جيمس هنري بريستد مع كارتر بعد وقت قصير من فتح المقبرة لأول مرة. أبلغ كيف أن كارتر أرسل رسولاً لقضاء حاجة لمنزله. في طريق عودته إلى منزله، ظن بأنه سمع صوتاً خافتاً شبيهاً ببكاء أحد ما، رأى عند وصول المدخل قفص الطيور محتلاً من قبل الكوبرا، رمز النظام الملكي المصري. توفي كناري كارتر على فمه وهذا ما غذّى الشائعات المحلية للعنة. نقل آرثر ويجل، المفتش العام السابق للآثار المصرية الحكومية أن هذا كان مفسراً بأن منزل كارتر أقتحم من قبل نفس الكوبرا الملكية التي تُحمي رأس الملك لضرب الأعداء في نفس اليوم الذي كسر قبر الملك.. ذكرت تقارير عن هذه الحادثة في صحيفة نيويورك تايمز في 22 من ديسمبر في العام 1922 م أول حالات الوفاة الغامضة كانت للورد كارنارفون. فقد تعرض للدغة باعوضة، ولاحقاً بينما كان يحلق جرح مكان اللدغة بطريق الخطأ. ثم أصبح مصاباً حيث أدى ذلك إلى تسمم في الدم. قبل أسبوعين من وفاة كارنافون كتبت ماري كوريلي رسالة خيالية إلى مجلة نيويورك ورلد، أوردت فيها اقتباساً من كتاب غامض كان يؤكد على أن «العقاب الرهيب» سيلحق بمقتحم القبر المختوم. وتبع ذلك ثورة في وسائل الإعلام، مع تقارير بأن اللعنة وُجدت على قبر الملك، ولكن هذا غير صحيح.
آرثر كونان دويل مؤلف شخصية شارلوك هولمز، اقترح ذلك الوقت أن وفاة كارنارفون حدثت بسبب وجود «عناصر» وضعها كهنة توت عنخ أمون لحماية القبر الملكي، وهذا ساهم في زيادة اهتمام وسائل الإعلام. وذكر آرثر أنه وقبل 6 أسابيع من وفاة كارنارفون شاهده يضحك ويلقي النكات عندما دخل إلى قبر الملك وشاهده يقول لمراسل قريب (ه. ف. مورتان) «أنا سأمنحه ستة أسابيع ليعيش» وجد التشريح الأول لجثة الملك توت عنخ أمون من قبل الدكتور ديري ندبا ملتئمًا على الخد الأيسر للملك، ولكن بما أن كارنارفون كان قد دُفِن قبل ستة أشهر من هذا فلم يكن ممكنًا تحديد ما إذا كان موقع الجرح في الملك متطابقًا مع لدغة الباعوض القاتلة في كارنارفون.
في عام 1925 م، زار الأنثروبولوجي هنريفيلد برفقة برستد ضريح وأشار إلى لطف وود كارتر. وأفاد أيضًا كيف يمكن لثقالة الورق المعطاة لصديق كارترالسير بروس انغهام من يد محنطة مع المعصم وسوار والتي تحمل علامة ملعون من يحرك جسدي. يجب أن تأتى له النار والماء والأوبئة. بعد تلقي الهدية بوقت قصير، أحترق منزل انجرام، ثم تلاه بعد ذلك طوفان عندما تم إعادة بناءه.
كان هوارد كارتر يشكك تمامًا باللعنات. فقد نقل في مذكراته «الغريب» موضحاً أنه في مايو 1926 م رأى ابن آوى من نفس نوع أنوبيس، حارس الموتى، للمرة الأولى منذ أكثر من خمسة وثلاثين عامًا من العمل في الصحراء.
وأشار المشككون أن العديد من الذين زاروا القبر أو ساعدوا في اكتشافه عاشوا حياة طويلة وصحية. وأظهرت الدراسة أن من بين 85 شخص والذين كانوا موجودين عندما تم فتح القبر والتابوت، قُتِل منهم ثمانية فقط خلال عشر سنوات. وكان الآخرون جميعاً على قيد الحياة، بما في ذلك هوارد كارتر، الذي توفي في وقت لاحق بسبب سرطان الغدد الليمفاوية في سن 64 في عام 1939 م.

## تفسيرات محتملة
توقع البعض أن تكون هناك فطريات قاتلة زُرِعت في المقابر المغلقة وتم إطلاقها في الهواء عندما فُتِحت. يفضل آرثر كونان دويل هذه الفكرة، ويتوقع أن الفطريات قد وُضِعت عمدًا لمعاقبة سارقي القبور.
في حين أنه لا يوجد أي أدلة على أن مُسببات الأمراض هذه قد قتلت اللورد كارنارفون، إلا أنه لا يوجد شك بأن هناك مواد خطيرة تتراكم في القبور القديمة.
ومع ذلك، في التركيزات الموجودة عادة ما تكون مسببات للأمراض الخطيرة فقط للأشخاص ذوي المناعة الضعيفة.
وأظهرت عينات الهواء المأخوذة من داخل فتحات التابوت مستويات عالية من الفورمالدهيد والأمونيا وكبريتيد الهيدروجين، وهذه الغازات كلها سامة، ولكن تم اكتشافها بسهولة عن طريق روائحها القوية. كبريتيد الهيدروجين قابل للاكتشاف في تركيزات منخفضة (حتى 100PPM) والتي تكون بمثابة عامل عصبي على حاسة الشم، الـ (1000ppm) قادرة على قتل الشخص لأول استنشاق.

## حالات وفاة تنسب إلى لعنة توت عنخ أمون
فُتِح القبر في التاسع والعشرين من فبراير 1922 م، اللورد كارنارفون، هو الداعم المالي لفريق التنقيب وقد كان حاضر أثناء فتح القبر، توفي في 5 أبريل 1923 م، بعد أن لدغته بعوضة فأصابته بالعدوى، توفي بعد فتح القبر بـ 4 أشهر و 7 أيام. 
توفي (George Jay Gould I) في الريفيرا الفرنسية يوم 16 مايو، 1923 م بعد أن أصابتة حمى بعد زيارته للقبر. 
توفي الأمير المصري علي كامل فهمي في 10 يوليو 1923 قتلًل بالرصاص من قِبل زوجته. 
العقيد المحترم أوبري هربرت، عضو في البرلمان، وهو أخ كارنارفون الغير شقيق، أصبح أعمى تمامًا وتوفي في الـ 26 من سبتمبر عام 1923 م، وذلك بسبب تسمم في الدم عن طريق عملية أسنان تهدف إلى استعادة بصره. 
ولف جويل، مليونير وزائر للقبر من جنوب أفريقيا، قُتِل بالرصاص في جوهانسبرغ بتاريخ 13 نوفمبر 1923 م، قتله المبتز بارون كورت فون ڨلتايم والذي كان اسمه الحقيقي كارل فريدريك موريتز كرتزي.
توفي السير ارشيبالد دوغلاس ريد (Archibald Douglas-Reid)، وهو الطبيب الذي قام بعمل الأشعة السينية لـ مومياء توت عنخ أمون، في يناير 15، 1924 م من مرض غامض. 
توفي السير لي ستاك (Lee Stack)، الحاكم العام للسودان، في 19 نوفمبر 1924 م، اغتيل أثناء القيادة في القاهرة. 
آرثر كراتندن ميس (Arthur Cruttenden Mace - A. C. Mace), وهو عضو في فريق كارتر لتنقيب، توفي عام 1928 م بسبب تسمم الزرنيخ. 
المحترم ميرفين هربرت، وهو الأخ الغير شقيق لـ«كارنارفون» والاخ الشقيق لسابق ذكره «أوبري هربرت», توفي في 25 مايو 1929 م، حسب ماجاء في التقارير بسبب «ملاريا الالتهاب الرئوي». 
القائد المحترم ريتشارد بيثل (Richard Bethell)، السكرتير الشخصي لـ كارتر (Carter)، توفي في 15 نوفمبر 1929 م بعد العثور علية مخنوق في سريره.
ريتشارد لتشرال بيلكنتون باثال، البارون الثالث لمدينة ويستبري، وهو والد الذي ورد ذكره بالأعلى، توفي في 20 فبراير 1930 م، يفترض أنه ألقى نفسه من الطابق السابع لشقته. 
فتح هوارد كارتر (Howard Carter) مقبرة في 16 فبراير 1923 م، وتوفي في وقت لاحق بعد أكثر من عقد في يوم 2 مارس، 1939 م ومع ذلك لا يزال البعض يوعز سبب وفاته إلى لعنة.